# Mołdawia na Letnich Igrzyskach Olimpijskich 2000
Mołdawię na Letnich Igrzyskach Olimpijskich 2000 reprezentowało 34 zawodników, 29 mężczyzn i 5 kobiet. Był to drugi występ Mołdawii na letnich igrzyskach olimpijskich. Mołdawia zdobyła dwa medale: srebrny i brązowy, wyrównała w ten sposób osiągnięcie z igrzysk w Atlancie. 

## Zdobyte medale
| Medal  | Zawodnik       | Dyscyplina  | Konkurencja                |
| ------ | -------------- | ----------- | -------------------------- |
| Srebro | Oleg Moldovan  | Strzelectwo | skeet                      |
| Brąz   | Vitalie Grușac | Boks        | Waga półśrednia (do 67 kg) |

## Wyniki

### Boks
- Vitalie Grușac

### Judo
- Victor Bivol
- Victor Florescu
- Gheorghe Kurghelașvili
- Ludmila Cristea

### Lekkoatletyka
- Vitalie Cerches
- Feodosiy Ciumacenco
- Ion Emilianov
- Efim Moțpan
- Iaroslav Mușinschi
- Roman Rozna
- Valeriu Vlas
- Vadim Zadoinov
- Olga Bolșova
- Valentina Enachi
- Ina Gliznuța

### Pływanie
- Andrei Cecan
- Alexandru Ivlev
- Serghei Mariniuc
- Andrei Mihailov
- Victor Rogut
- Serghei Stolearenco
- Vadim Tatarov
- Andrei Zaharov
- Dumitru Zastoico
- Maria Tregubov

### Podnoszenie ciężarów
- Alexandru Bratan
- Vladimir Popov
- Vadim Vacarciuc

### Strzelectwo
- Oleg Moldovan

### Zapasy
- Ruslan Bodișteanu
- Octavian Cuciuc
- Ion Diaconu
- Vitalie Railean